# Waibstadt
Waibstadt település Németországban, azon belül Baden-Württembergben. Lakosainak száma 5708 fő (2023. december 31.).

## Népesség
A település népessége az elmúlt években az alábbi módon változott:
| Lakosok száma | 3945 | 4460 | 4922 | 4840 | 5002 | 5578 | 5685 | 5691 | 5666 | 5708 |
|               | 1961 | 1967 | 1974 | 1980 | 1987 | 1993 | 2000 | 2006 | 2013 | 2023 |